# Freaky Age

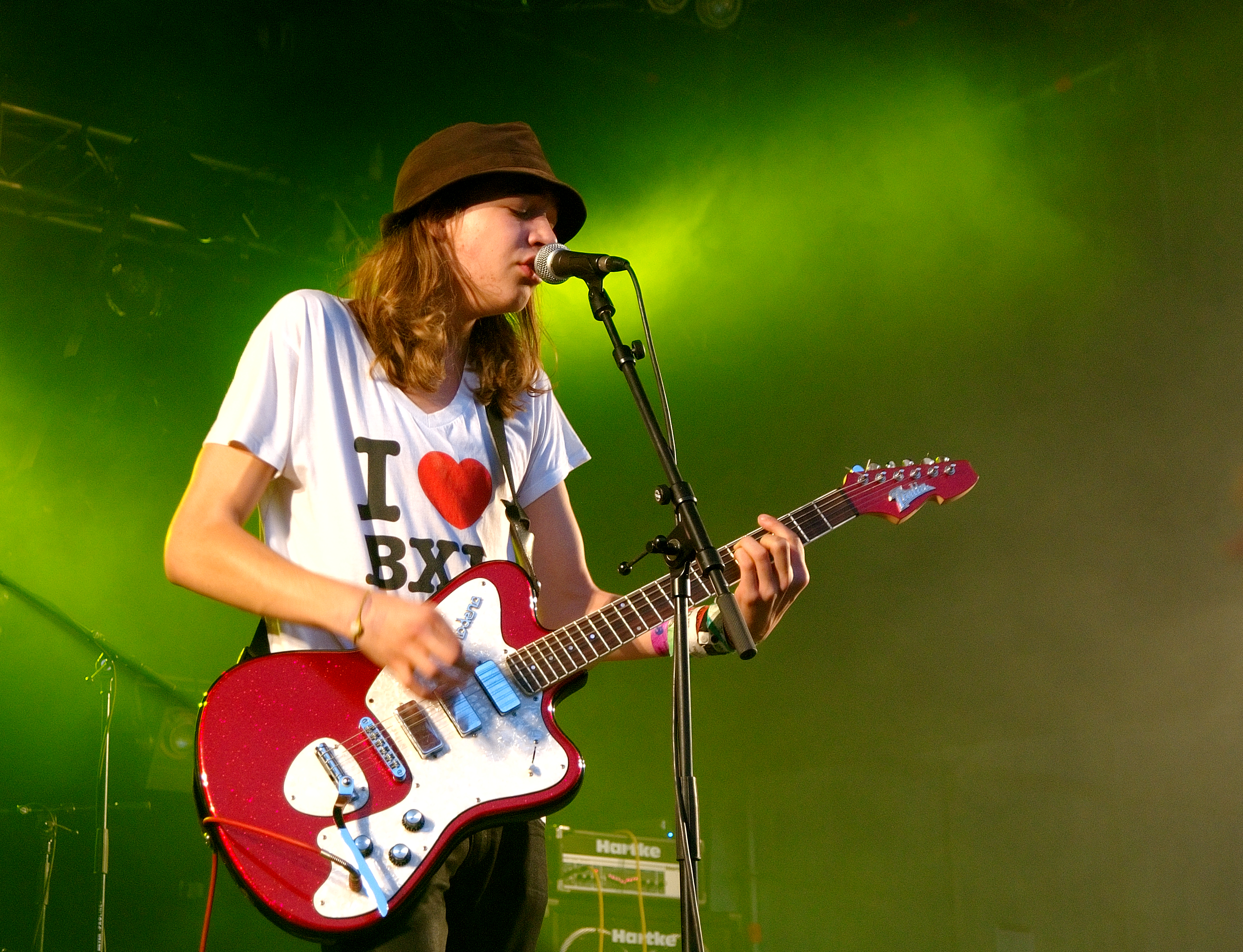
Zanger Lenny Crabbe

Freaky Age was een Belgische vierkoppige indierockband uit de Vlaamse gemeente Ternat. 

## Geschiedenis
De band werd in 2003 door Lenny Crabbe en Mathias Declercq (toen beiden 11 jaar oud) in Ternat opgericht. In 2006 stuurden zij een demotape naar Humo's Rock Rally, het rockconcours dat onder meer dEUS, Gorki, Goose en Das Pop bij het grote publiek bekend maakte. De jury was duidelijk onder de indruk en de band speelde in 2006 met kersvers drummer Jonas Pauwels dan ook de finale in de Ancienne Belgique, waarmee ze met een gemiddelde leeftijd van 14 jaar de jongsten ooit waren. Niet veel later vervoegde bassist Dieter Henderickx de band, waardoor hun vierkoppige bezetting compleet werd. Begin 2007 ontdekte Sonic Wave Management uit Parijs Freaky Age's MySpace-profiel, waardoor de band in april van dat jaar in de Zénith Arena in Rijsel speelde in het voorprogramma van de Franse powerpopband Superbus.
In september 2007 kwam via het Belgische indielabel Fuzz Records de eerste EP uit, getiteld "Freaky Age". Time Is Over was de eerste single uit deze EP en kwam terecht op nummer vijf in de Belgische hitlijsten, waarmee het nummer een hit werd op de Belgische radiostations Studio Brussel en Pure FM. Studio Brussel nam het nummer ook op in zijn 43e compilatie-cd van het programma De Afrekening. Amper enkele maanden later kondigde de band zijn debuutalbum "Every Morning Breaks Out" aan met een nieuwe single, Where Do We Go Now. Deze stond vier weken lang op nummer 1 in De Afrekening van Studio Brussel, waar het in totaal 23 weken verbleef. De officiële release van het album Every Morning Breaks Out, geproduced door Betty Goes Green-frontman Luc Crabbe en uitgebracht via V2 Records, volgde op 21 april 2008. Ook de twee volgende singles Every Morning Breaks Out en John What's The Use verzekerde de band een vaste plaats in de Belgische hitlijsten. Daarop speelden ze in 2008 op meer dan 120 festivals in België, Frankrijk en Nederland, waaronder Pukkelpop, Les Ardentes en Zwarte Cross. 
Na het woelige jaar 2008 besliste bassist Dieter Henderickx Freaky Age om persoonlijke redenen te verlaten. Hij werd opgevolgd door Wouter Van den Bossche, waarmee de band meteen aan de opnames van hun tweede langspeler, "Living In Particular Ways", begon. Op 14 januari 2010 werd daaruit de eerste single Excitement In The Morning Light voorgesteld. Opnieuw schopte dit nummer het tot in de hogere regionen van de Belgische hitlijsten. Album Living In Particular Ways werd op 1 maart 2010 gereleaset en een week later officieel voorgesteld in de Ancienne Belgique in Brussel. Enkele weken later trok Freaky Age richting de Verenigde Staten, waar ze enkele showcases speelden op het South by Southwest-festival. Begin mei werd de tweede single, Never See The Sun, gelanceerd. Na een volle festivalzomer in België en Nederland volgde eind 2010 ook een tournee in het Verenigd Koninkrijk, waar de band onder andere Londen, Colchester, Leeds, York, Birmingham, Liverpool en Manchester ("The Factory") aandeed. Op 1 oktober verscheen een nieuw nummer, Family Pictures op Te Gek?! 4, een compilatie-cd met de bedoeling het taboe rond psychiatrie te doorbreken.
In 2011 trok de band zich terug om te werken aan hun langverwachte derde album. Deze keer werd ervoor gekozen om producer en Das Pop-gitarist Reinhard Vanbergen in te schakelen. Hierdoor kreeg de band een nieuw geluid met meer bombastische arrangementen, waar plaats was voor onder meer strijkkwartetten, kerkklokken en synthesizers. De voorstelling en officiële release van (From the Heart Of) Glitter Lake (PIAS) vond plaats op de main stage van Pukkelpop in 2012. Met het akoestische en door folkinvloeden doorspekte single Masks werd de band voor de eerste keer ook opgepikt door onder meer Radio 1. Ook de tweede single Heart Is Gold belandde in de Ultratop en werd meteen een favoriet onder de fans. In het voorjaar van 2013 speelde Freaky Age een clubtournee doorheen België en stonden ze op het Snowjam-festival in de Franse Alpen.
Er volgt een pauze van een viertal jaar waarna de band hun laatste album Inner Stranger uitbrengt. Hun releaseconcert in de AB is meteen uitverkocht en als kers op de taart vraagt een van hun beste vrienden zijn vriendin ten huwelijk op het podium. Het comeback-album knoopt terug aan bij de stevige indierock van weleer zoals single 'All for Nothing' maar laat ook een paar nieuwe geluiden horen ('Waste no Tears' en 'Someone Else').
In 2019 zet de Brusselse rockband er na een carrière van 15 jaar en vier full albums een punt achter. Op 22 januari kondigen ze hun afscheid aan op Facebook: "We each have our separate goals and dreams at this point in our lives, and I hope each of them will grow to become equally beautiful and strong as this dream the four of us have made a reality together.". 
Er volgt nog een laatste concerttour en met ‘Outtakes’ brengt de band in mei 2019 nog 8 onuitgegeven tracks uit, waarvan ‘Nothing Ever Changes’ de voorloper is. Voor deze song werd een video gemaakt op basis van de beelden van de camera die de band al die jaren met zich meesleept. Op tour, op repetitie, in de studio, op lange nachten: de beelden geven een goede indruk weer van het parcours van Freaky Age.
Freaky Age speelt zijn slotshow in de Ancienne Belgique op 20 september 2019. Alle oude nummers passeren nog eens de revue en er zijn gastoptredens van de originele bassist, Dieter Henderickx, producer Reinhard Vanbergen en vader Crabbe. Het allerlaatste bisnummer wordt, tot grote vreugde van het publiek, 'Where do we go now'. Een vraag waarop niemand het antwoord weet maar een moment dat de fans, die het podium bestormen, nooit meer zullen vergeten.

## Discografie

### Singles
- Time is over (2007)
- Where do we go now (2008)
- Every morning breaks out (2008)
- John what's the use (2008)
- Excitement in the morning light (2010)
- Never see the sun (2010)
- Masks (2012)
- Heart is gold (2012)
- Like a machine (2016)
- All for nothing (2017)
- Drink about it (2017)
- Waste no tears (2017)
- Nothing ever changes (2019)

## Fotogalerij

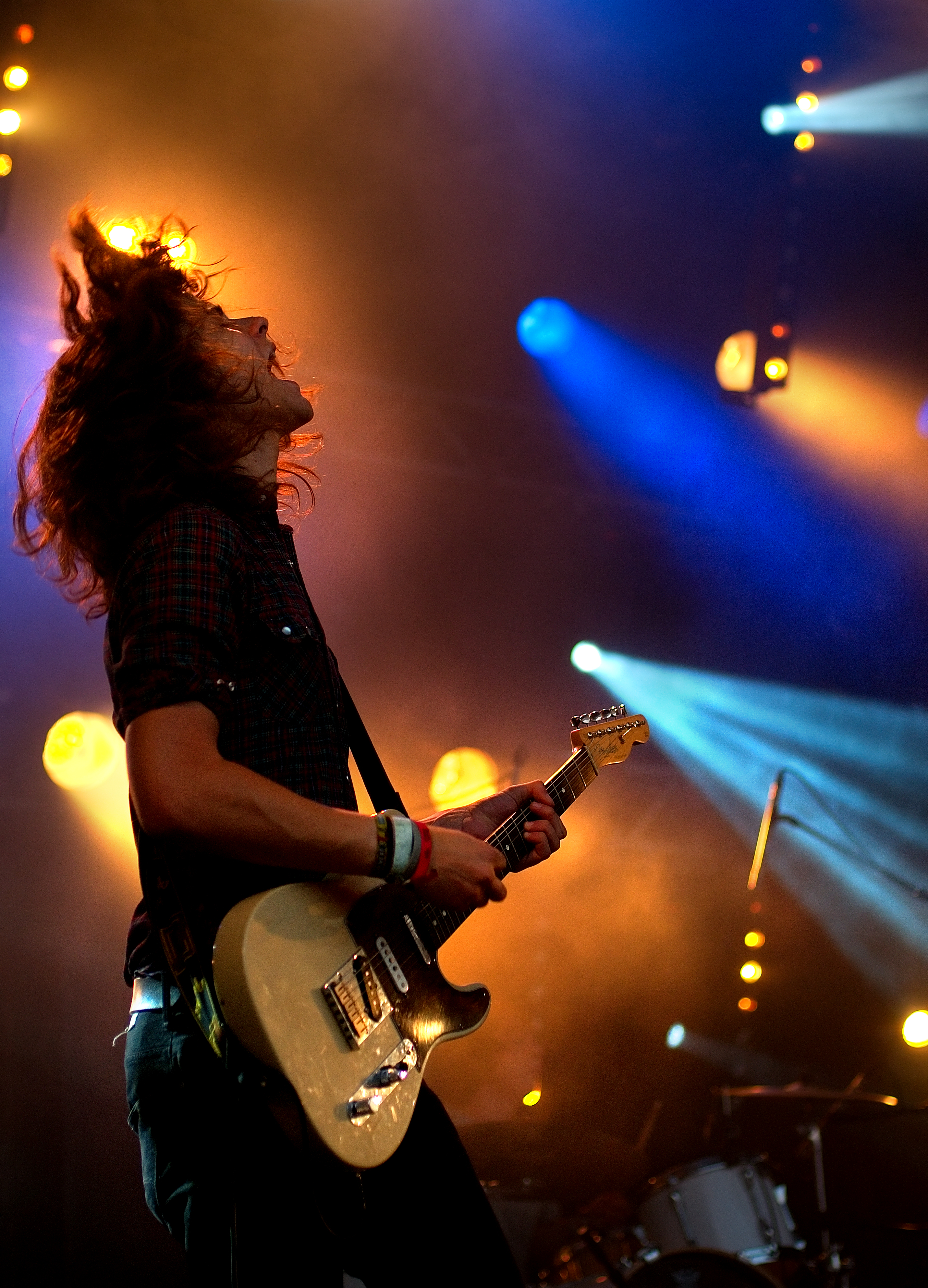
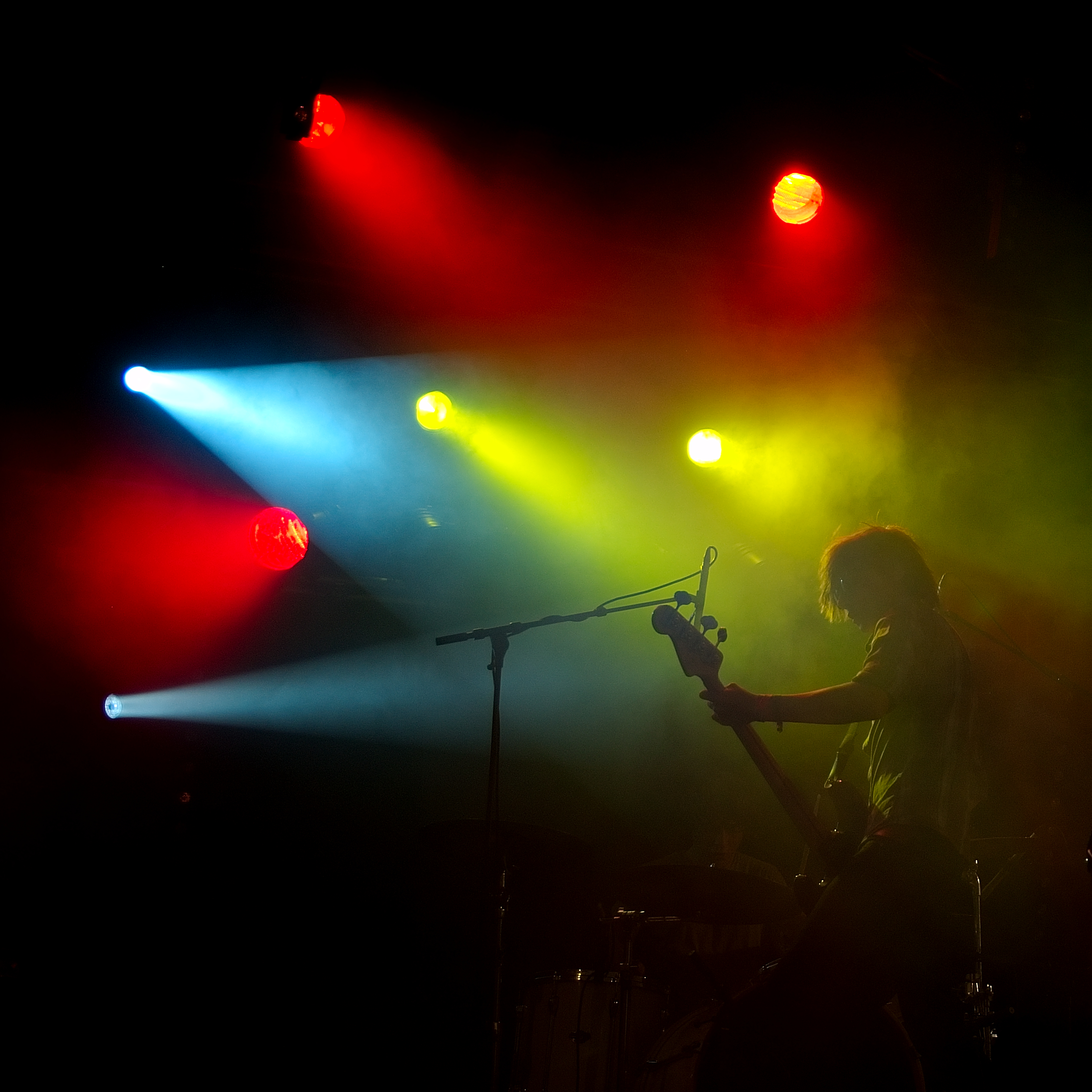
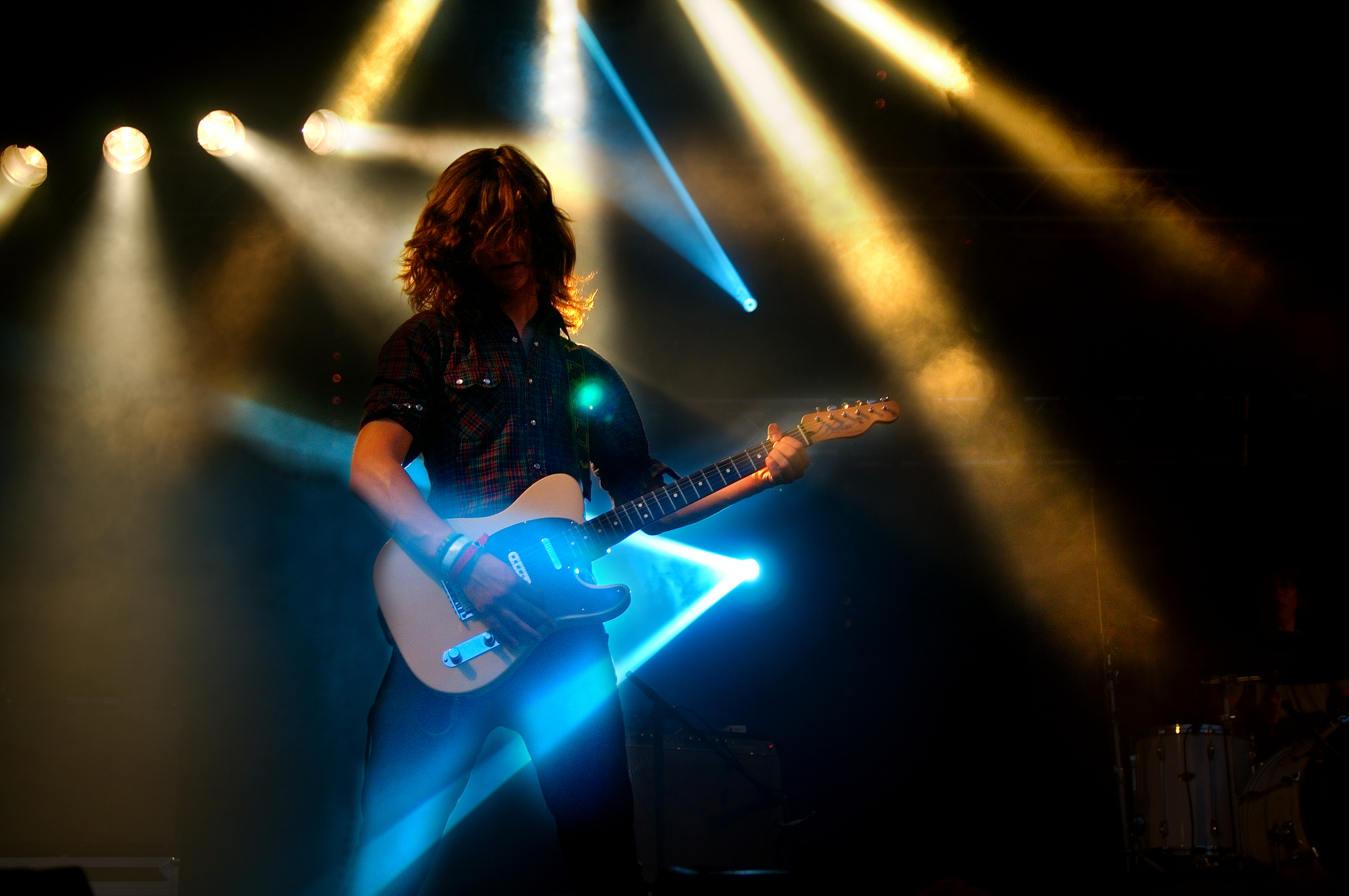

### Albums
- Inner Stranger (2017)

1.All for Nothing
2.Like a Machine
3.Drink About It
4.Waste No Tears
5.Everything Is Better Now
6.My Own God
7.Someone Else
8.Lobotomy
9.Higher Ground
10.Issues
11.Tomorrow’s Monday
12.Hell of a Ride
- (From The Heart Of) Glitter Lake (2012)

1. Take It Slow
2. Big Joke
3. You Are My Everything
4. Heart Is Gold
5. Some People Say
6. White Russians
7. What If I?
8. Glitter Lake Man
9. Truth Is She Smiles
10. So Much Like You
11. Masks
12. Friendly Fire
13. As Long as You Want
- Living in Particular Ways (2010)

1. Excitement in the Morning Light
2. The Dreamer
3. Never See the Sun
4. Fire and the Lights
5. Hard to Believe
6. A Little Late
7. The Racing Horse
8. It Ain't Right
9. After All
10. Towns Don't Sleep
11. Rich Believers
12. Answering Machine
13. Play
- Every Morning Breaks Out (2008)

1. Every Morning Breaks Out
2. Play the Games
3. John What's the Use
4. They Never Lie
5. Time Is Over
6. Me and You
7. Where Do We Go Now
8. Weekend
9. Little Mistakes
10. Long Way
11. Weight of the World
- EP Freaky Age (2007)

1. Time Is Over
2. The Troublemaker
3. Mr. Nobody
4. Make It Better

### Nominaties/Prijzen/Compilatie cd's
*De Eindafrekening 2008:
-4e plaats 'Where do we go now'
-39e plaats 'Every morning breaks out'
*Bel 2000:
-20 beste 2008 'Every morning breaks out'
-20 beste 2009 'John what's the use'
*De Afrekening 48:
-'Excitement in the morning light'
*De Afrekening 49:
-'Never see The Sun'
*De Eindafrekening 2010:
-34e plaats 'Never see the sun'
*'Stoot' De Afrekening 10/11/10:
-Answering Machine
Nominaties TMF Awards 2008:
-Beste Nieuwkomer
-Beste Rock
-Beste Clip